# Třída Guardian
Třída Guardian (jinak též Pacific Patrol Boats Replacement – PPBR) je třída hlídkových člunů, které jsou postaveny v rámci australského modernizačního programu SEA 3036 pro námořnictva malých pacifických států. Nejprve byla objednána série 19 plavidel této třídy, s plánovaným dodáním v letech 2018–2023. Do roku 2024 bylo dodáno osmnáct plavidel. S dodatečnými objednávkami počet objednaných plavidel stoupl na 24.

## Stavba
Soutěž na nové hlídkové čluny byla vypsána v březnu 2015. Kontrakt 305 milionů dolarů na vývoj a stavbu celkem 19 hlídkových člunů v hodnotě získala australská loděnice Austal v Hendersonu v Západní Austrálii. Kontrakt byl podepsán 5. května 2016. Jeho součástí byla opce na další dvě plavidla. Stavba plavidel byla zahájena 26. dubna 2017 slavnostním první řezáním oceli. Kýl prototypové jednotky byl založen 31. července 2017.
Roku 2017 vláda Východního Timoru souhlasila s dodáním dalších dvou plavidel, čímž se jejich plánovaný počet zvýšil na 21. V září 2022 bylo australskou vládou objednáno 22. plavidlo této třídy. V červnu 2024 byly objednány 23. a 24. jednotka. Dodány mají být do roku 2026.
Jednotky třídy Guardian:
| Jméno                            | Uživatel                     | Spuštěna na vodu   | Vstup do služby   | Status |
| -------------------------------- | ---------------------------- | ------------------ | ----------------- | --- |
| Ted Diro (P401)                  | Papua Nová Guinea            | 30. května 2018    | 1. února 2019     | aktivní                                                                                                   |
| Te Mataili II (802)              | Tuvalu                       | 26. listopadu 2018 | 7. dubna 2019     | V roce 2023 ve Vanuatu těžce poškozen cyklonem. Vyřazen. Jako náhrada objednáno plavidlo Te Matailli III. |
| Ngahu Koula (P301)               | Tonga                        |                    | 16. října 2019    | aktivní                                                                                                   |
| Nafanua II (04)                  | Samoa                        |                    | 16. října 2019    | aktivní                                                                                                   |
| Gizo (05)                        | Šalomounovy ostrovy          |                    | 19. prosince 2019 | aktivní                                                                                                   |
| Savenaca (401)                   | Fidži                        |                    | 28. dubna 2020    | aktivní                                                                                                   |
| President H.I. Remeliik II (001) | Palau                        |                    | 4. prosince 2020  | aktivní                                                                                                   |
| Ngahau Siliva (P302)             | Tonga                        |                    | 27. ledna 2021    | aktivní                                                                                                   |
| Taro (06)                        | Šalomounovy ostrovy          |                    | 28. června 2021   | aktivní                                                                                                   |
| Teanoai II (301)                 | Kiribati                     | 24. dubna 2020     | 30. srpna 2021    | aktivní                                                                                                   |
| Takuare (03)                     | Vanuatu                      |                    | 28. září 2021     | aktivní                                                                                                   |
| Rochus Lokinap (P402)            | Papua Nová Guinea            |                    | 7. října 2021     | aktivní                                                                                                   |
| Francis Agwi (P403)              | Papua Nová Guinea            |                    | 11. května 2022   | aktivní                                                                                                   |
| Te Kukupa II                     | Cookovy ostrovy              | 19. ledna 2022     | 9. června 2022    | aktivní                                                                                                   |
| Tosiwo Nakayama (P901)           | Federativní státy Mikronésie | 14. října 2021     | 28. října 2022    | aktivní                                                                                                   |
| Bethwel Henry (P902)             | Federativní státy Mikronésie |                    | říjen 2023        | do roku 2023 David W. Panuelo, aktivní                                                                    |
| Nafanua III (04)                 | Samoa                        |                    | 25. ledna 2024    | aktivní                                                                                                   |
| Puamau (402)                     | Fidži                        |                    | 18. května 2024   | aktivní                                                                                                   |
| Gilbert Toropo (P404)            | Papua Nová Guinea            |                    | 20. června 2024   | aktivní                                                                                                   |
| Te Mataili III (803)             | Tuvalu                       | 2024               | 16. října 2024    | aktivní                                                                                                   |
| Tobwaan Mainiku (302)            | Kiribati                     |                    | 17. ledna 2025    | aktivní                                                                                                   |
| Timo (403)                       | Fidži                        |                    | 25. února 2025    | aktivní                                                                                                   |
| Jelmae (04)                      | Marshallovy ostrovy          |                    |                   | ve stavbě                                                                                                 |
| Aitana (P101)                    | Východní Timor               |                    |                   | ve stavbě                                                                                                 |

## Konstrukce

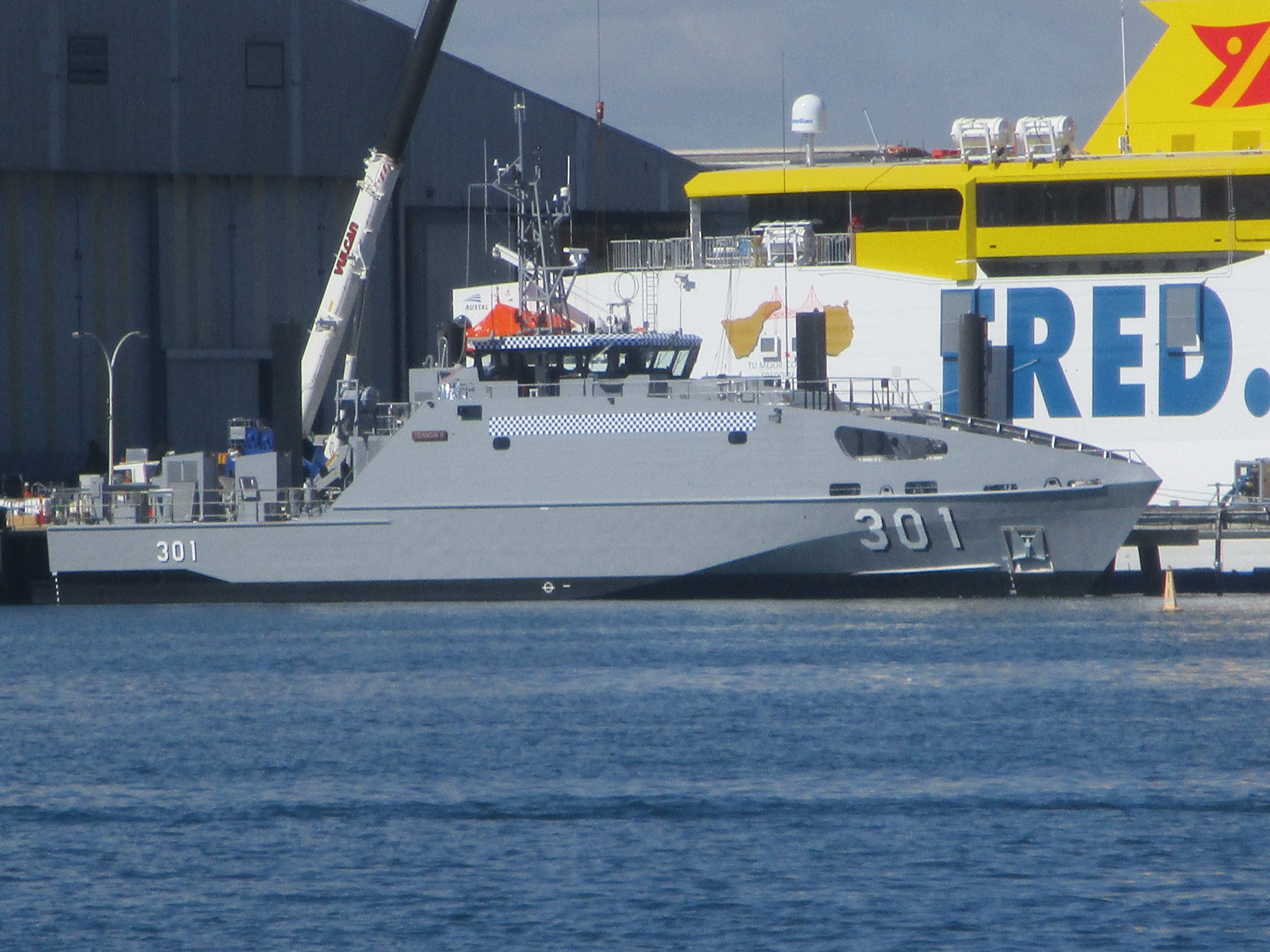
Teanoai II (301)

Plavidla jsou mít ocelový trup a oproti dosavadní třídě Pacific jsou mít větší rozměry i výtlak. Na zádi jsou mít nákladní palubu o ploše 16 m2. Jsou také vybaveny rychlým člunem RHIB. Základní výzbrojí plavidel má být 30mm kanón, přičemž po stranách je možná také instalace 12,7mm kulometů. Pohonný systém jsou tvořit dva diesely Caterpillar 3516C, každý o výkonu 2680 hp, pohánějící přes převodovky ZF 76000 dva lodní šrouby. Nejvyšší rychlost dosáhne 20 uzlů. Dosah je 3000 námořních mil při rychlosti 12 uzlů.